# Hexatoma (Eriocera) macrocera
Hexatoma (Eriocera) macrocera is een tweevleugelige uit de familie steltmuggen (Limoniidae). De soort komt voor in het Neotropisch gebied.